# Sabine Stöwahse
Sabine Stöwahse, coniugata Schlüter (Brema, 14 aprile 1961), è un'ex cestista tedesca.

## Carriera
Con la Germania Ovest ha disputato due edizioni dei Campionati europei (1981, 1983).